# Marcus Cole
Marcus Cole, interpretado pelo ator Jason Carter, é um personagem fictício no universo da série de televisão de ficção científica Babylon 5. Ele foi um personagem fixo na terceira e quarta temporadas e, neste período, ele foi um dos líderes dos Rangers, uma força militar formada por humanos e minbaris que serviam ao Um, um triunvirato composto por Jeffrey Sinclair (Valen), Delenn e John Sheridan.

## Personalidade
Marcus Cole se juntou aos Rangers após a morte de seu irmão, que também era parte do grupo, num evento pelo qual aparentemente Marcus se culpa. Delenn menciona que as razões para Cole se juntar aos Rangers poderiam ser motivadas mais por uma culpa pessoal do que um verdadeiro desejo de servir, e que isto poderia ser a razão verdadeira do destino final de Marcus. Ele é um lutador exímio - sua habilidade com o bastão de luta minbari é famosa. Ele é virgem, o que deixou espantada a comandante Ivanova, que só descobre tarde demais que a razão para isto é que ele a ama e que estava esperando que ela retribuísse seus sentimentos.

## Biografia
Marcus Cole nasceu na colônia mineradora de Arísia, onde sua família mantinha uma perigosa operação mineradora. Seu irmão William abandonou a colônia e se tornou um Ranger em Minbar e acabou morrendo quando estava visitando Marcus em Arísia. Ele foi um dos poucos sobreviventes (se não o único) deste ataque.
Ele então se juntou também aos Rangers, aparentemente por causa da culpa que sentia pela morte do irmão.
Cole se tornou um amigo próximo do dr. Stephen Franklin. Ao defender Delenn durante a transição dela para se tornar a Ranger Um, Cole enfrentou Neroon numa difícil luta singular e, apesar de ter perdido e ter sido quase morto, ele conseguiu ganhar o respeito de Neroon, arrancando dele até mesmo um sorriso.
Ele se apaixonou por Susan Ivanova, sem contudo conseguir se envolver com ela no decorrer da série. Alguns atribuem isto à desastrosa sequência de relacionamentos fracassados de Ivanova (por ex., com Talia Winters e Malcom Biggs). Depois, após um terrível ataque na White Star de Cole e Ivanova durante uma batalha para reconquistar a Terra do tirânico governo do presidente Clark, Cole levou Ivanova, que estava mortalmente ferida, de volta à Babylon 5. Lá, se valendo de um instrumento de execução (pena de morte) alienígena, que tira a vida de uma pessoa e a transfere para outra, ele sacrifica a sua vida para salvar a dela. Seu corpo foi então preservado, a pedido de Ivanova, em suspensão criogênica, na esperança de que um dia o avanço da tecnologia permita reavivá-lo.
A história de Cole termina em "Space, Time & the Incurable Romantic", uma breve história escrita por J. Michael Straczynski, o criador da série, e publicada em Amazing Stories # 602. Ela se passa centenas de anos no futuro, muito depois do final da série. Cole, ainda em suspensão, é reavivado quando o mundo dos alienígenas que construíram a estranha máquina que causou a sua morte foi encontrado. Cole então parte para criar um clone de Ivanova alistando a ajuda dos descendentes do antigo chefe de segurança da estação, Michael Garibaldi. Agraciando-a com memórias roubadas de leituras que haviam sido feitas, ele então se isola com ela num mundo desolado numa área desconhecida do universo, com o objetivo de "viver feliz para sempre" com ela. Diversas questões morais foram levantadas por suas ações na história, mas Straczynski foi citado dizendo que "desejava dar ao personagem um final feliz que ele merecia", enquanto que, ao mesmo tempo, levantava exatamente o tipo de questionamento moral que fez a fama de Babylon 5.